# Altstadt-Nord
Altstadt-Nord, Köln-Altstadt-Nord — dzielnica miasta Kolonia w Niemczech, w okręgu administracyjnym Innenstadt, w kraju związkowym Nadrenia Północna-Westfalia, na lewym brzegu Renu.